# Dendrobium chrysotoxum
Dendrobium chrysotoxum är en orkidéart som beskrevs av John Lindley. Dendrobium chrysotoxum ingår i släktet Dendrobium, och familjen orkidéer. Inga underarter finns listade i Catalogue of Life.

## Bildgalleri

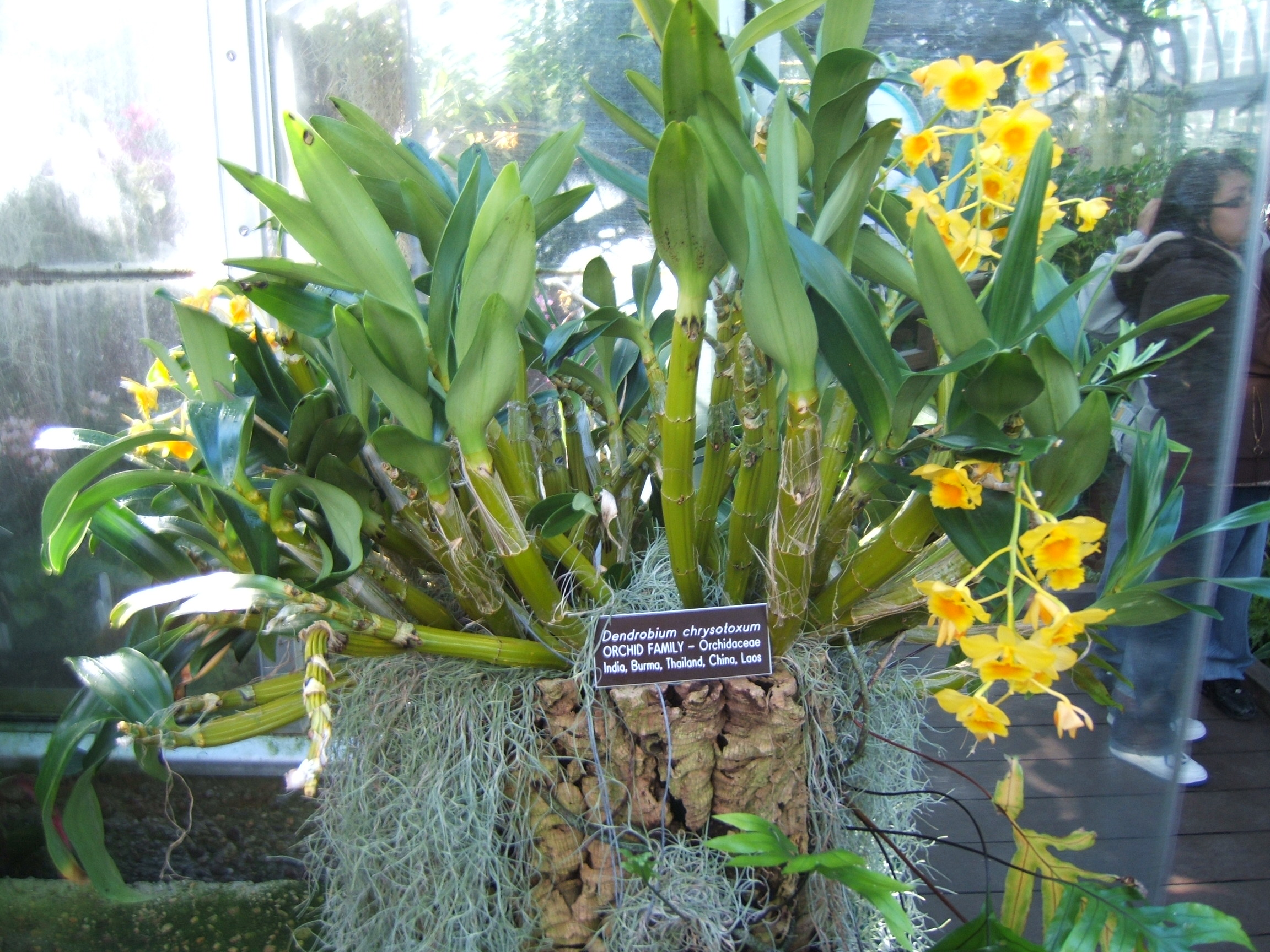
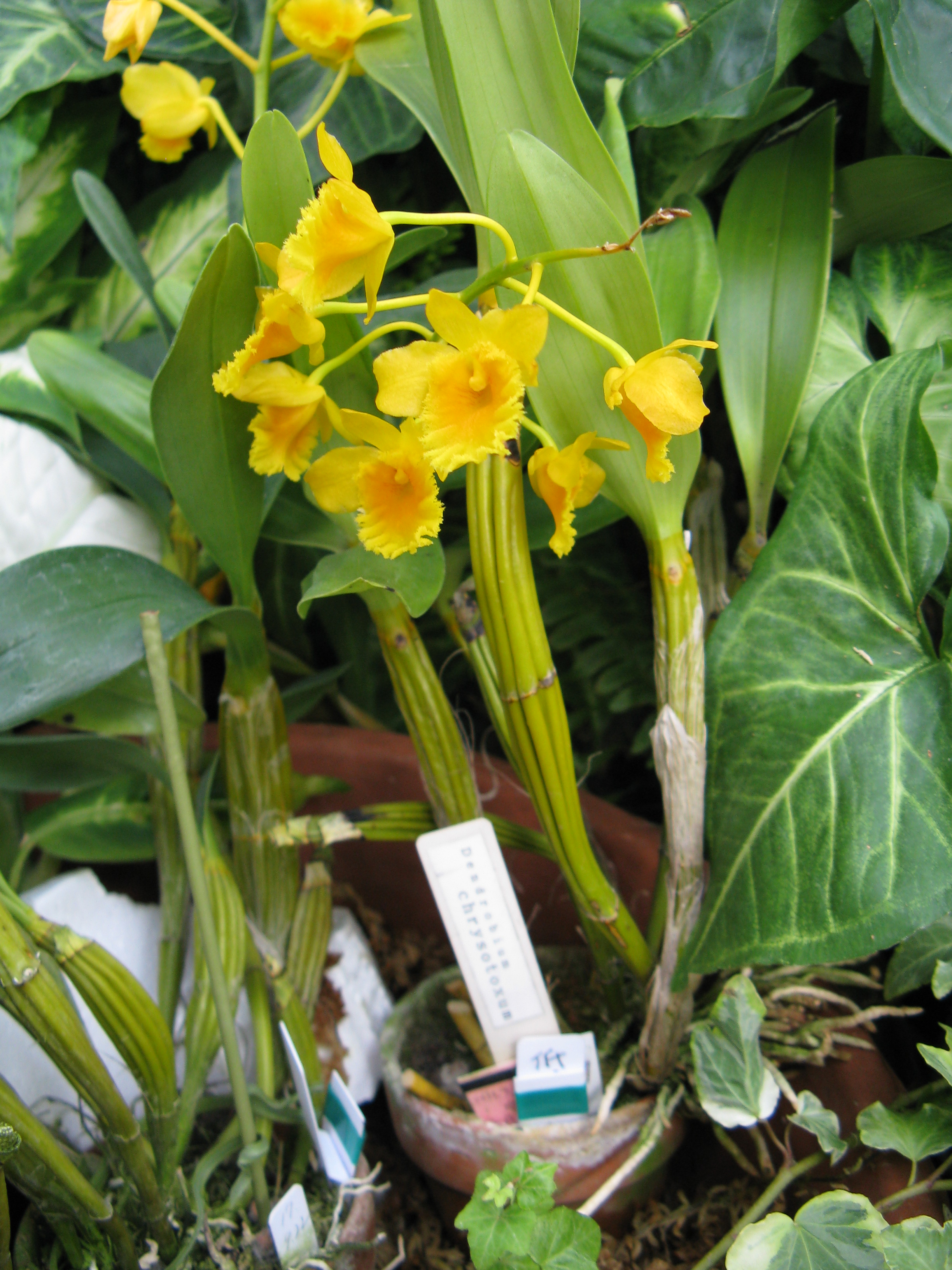
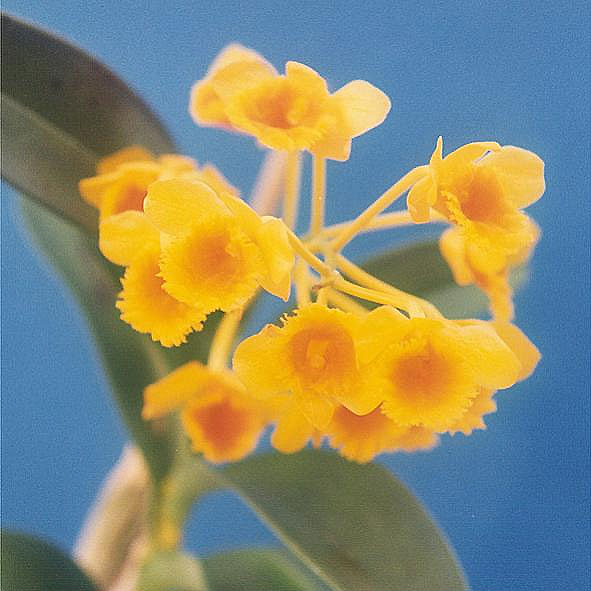
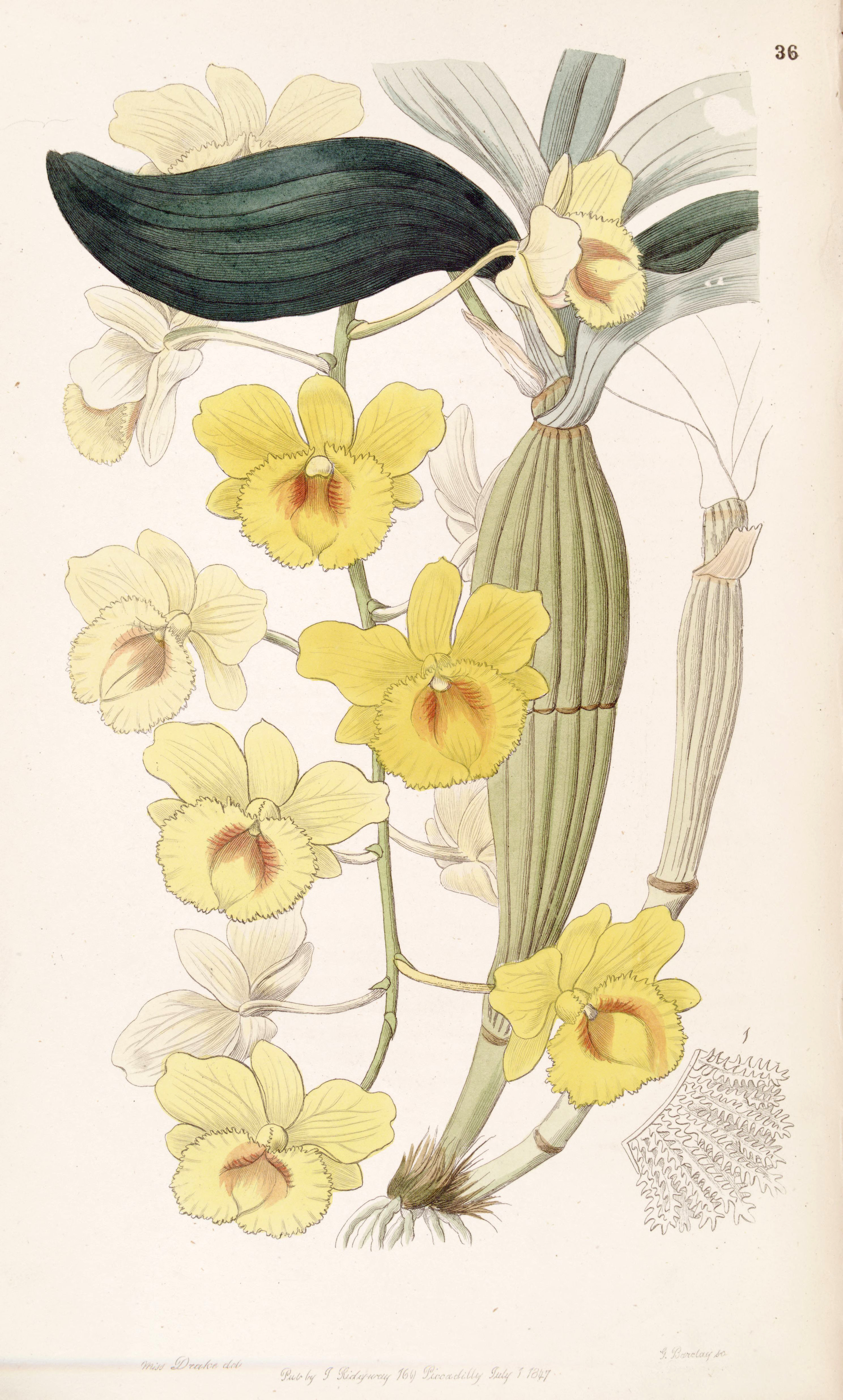
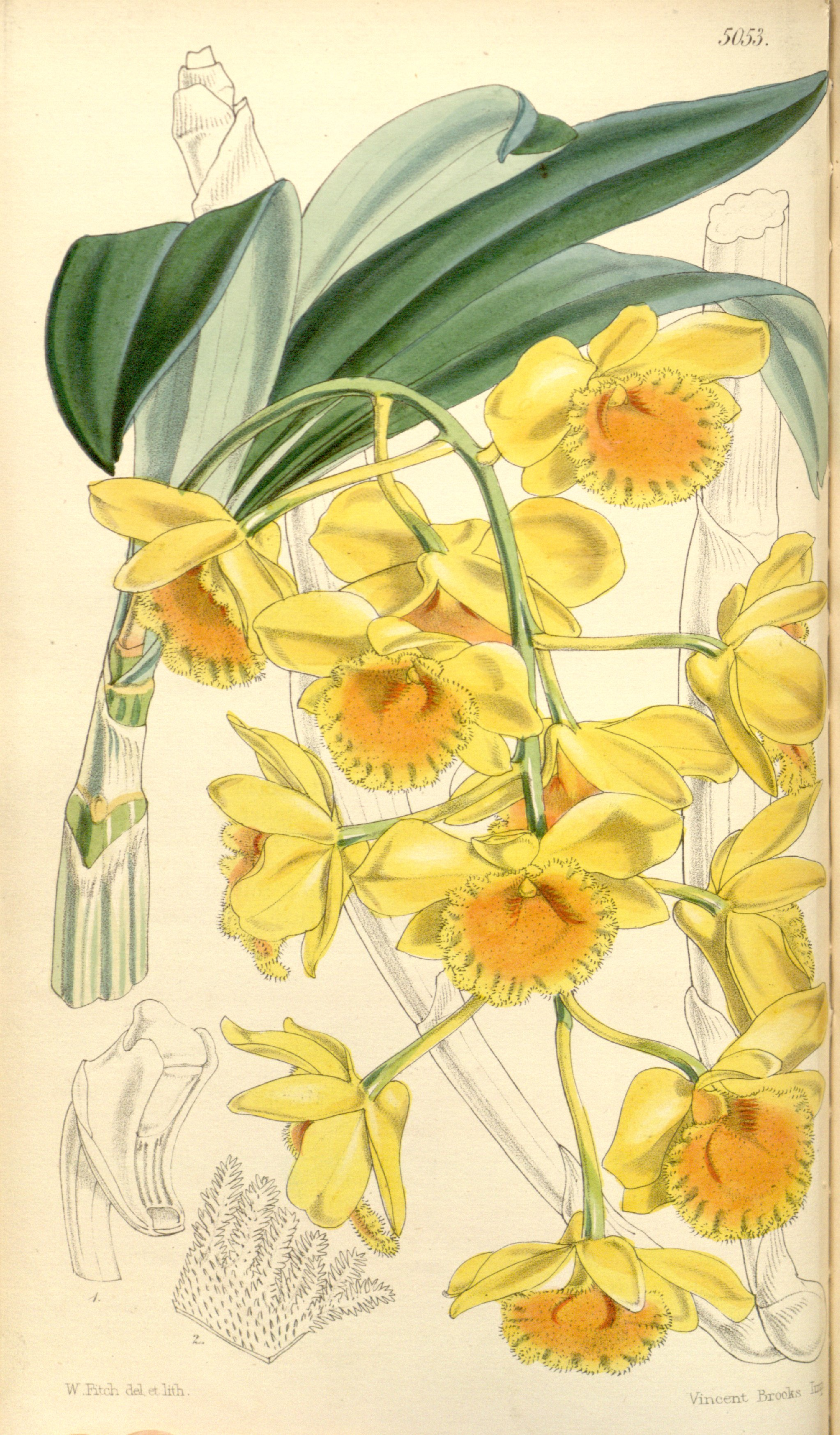
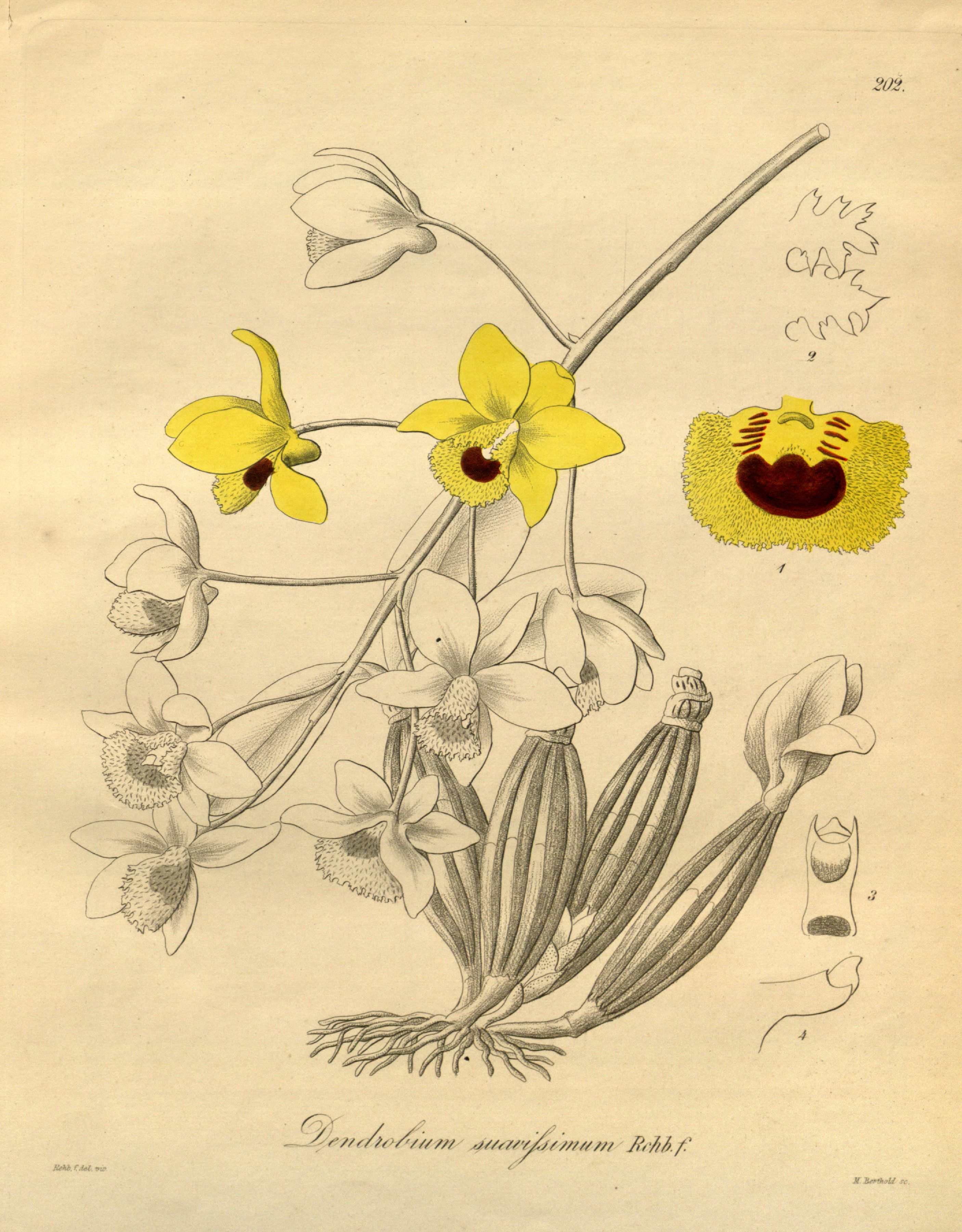